# Heinkel He P.1073
De He P.1073 was een project voor een jachtvliegtuig dat werd ontwikkeld door de Duitse vliegtuigbouwer Heinkel.

## Uitvoeringen

#### He P.1073.01
Dit was een eerste ontwerp voor het P.1073 project en stamt uit februari 1944. Het ontwerp werd in een later stadium aangepast en ingediend als onderdeel van het “Volksjäger” programma. De vleugels waren in het midden van de rompzijkant aangebracht en hadden een pijlstand. De staartsectie was voorzien van een V-vorm. Het ontwerp was voorzien van een neuswiel landingsgestel.
Er werd gebruikgemaakt van twee Heinkel He S 011 of Junkers Jumo 004 straalmotoren. Een was op de romprug aangebracht, de andere onder de romp. De onderste motor was niet geheel recht onder de romp geplaatst. Onder iedere vleugelwortel was een gestroomlijnde 500 lt brandstoftank aangebracht.
Het hoofdlandingsgestel werd achterwaarts in de romp opgetrokken. Het neuswiel verdween achterwaarts in de rompneus. Het neuswiel was niet in het midden van de rompneus geplaatst. Dit had men gedaan om de luchtstroom naar de motor onder de romp niet te verstoren. Er was wel weinig ruimte tussen de motor en de grond. Hierdoor ontstond het gevaar dat er vreemde voorwerpen in de motor konden worden gezogen. Ook moest men het probleem oplossen die de cockpit zou hebben op de luchtstroom richting de motor die op de rug van het toestel was geplaatst.
De bewapening bestond uit twee 30 mm MK108 kanonnen. Deze waren in de rompneus geplaatst, aan weerszijden van de cockpit.

#### He P.1073
Er werd ook een eenmotorige uitvoering ontwikkeld. Hierbij was de motor onder de romp verwijderd. Deze uitvoering kan worden gezien als de voorloper van de Heinkel He 162.

##### Technische specificaties
Afmetingen:
- Spanwijdte: 12 m.
- Lengte: 10,32 m.
- Hoogte: 3,40 m.
- Vleugeloppervlak: 22 m².

Gewichten:
- Leeggewicht: 4.410 kg met de Heinkel motoren, 4.110 kg met de Junkers motoren.
- Startgewicht: 6.100 kg met de Heinkel motoren, 5.800 kg met de Junkers motoren.
- Vleugelbelasting: 277 kg/m² met de Heinkel motoren, 264 kg/m² met de Junkers motoren.

Prestaties:
- Maximumsnelheid: 1.010 km/uur met de Heinkel motoren, 940 km/uur met de Junkers motoren.
- Stijgsnelheid: 35 m/s met de Heinkel motoren, 31 m/s met de Junkers motoren.
- Plafond: 14.000 m met de Heinkel motoren, 12.000 m met de Junkers motoren.
- Actieradius: 1.000 km.

Bewapening:
- Drie 20 mm MG151/20 kanonnen in de rompneus.